# Marc Ingla

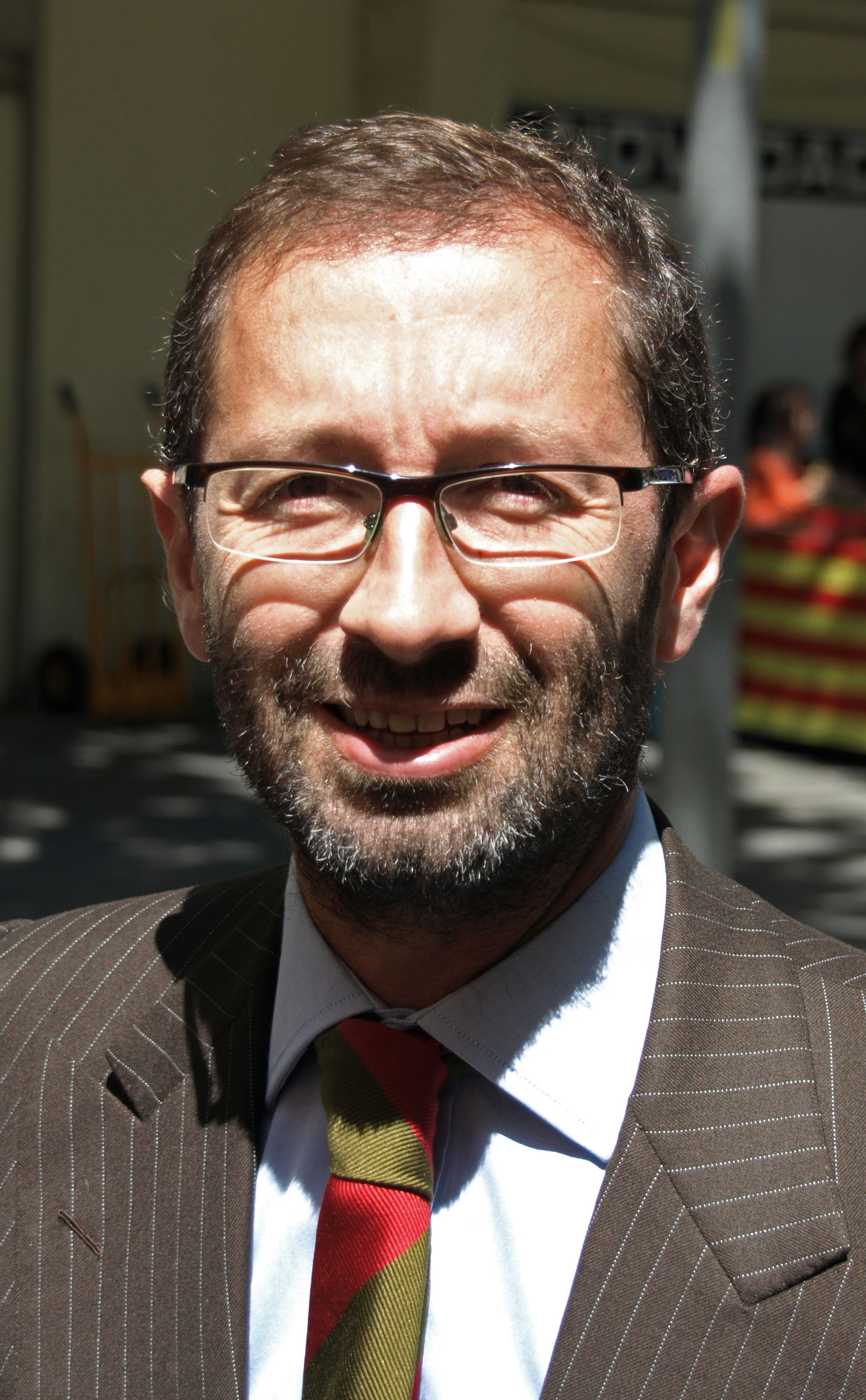
Marc Ingla

Marc Ingla i Mas (Barcelona, 21 januari 1966) is een Spaans zakenman. 
Ingla studeerde Enginyeria Industrial aan de Universitat Politècnica de Catalunya. Hij was vervolgens werkzaam in de telecommunicatiesector in Europa en de Verenigde Staten. 
In 2003 werd hij vicepresident van FC Barcelona in het bestuur van Joan Laporta en verantwoordelijk voor sportzaken en marketing. In juli 2008 stapten Ingla samen Ferran Soriano en Albert Vicens op als vicepresident na een motie van wantrouwen tegen Laporta. Zestig procent van de clubeden ondersteunde deze motie, waardoor de benodigde 66% voor het uitschrijven van nieuwe verkiezingen net niet werd gehaald en Laporta aanbleef als clubpresident. In 2010 stelde Ingla zich verkiesbaar in de verkiezing voor clubpresident van FC Barcelona. Sandro Rosell won uiteindelijk deze verkiezing en Ingla behaalde een derde plaats met 12.29% van de stemmen.